# Izomar Camargo Guilherme
Izomar Camargo Guilherme (Botucatu, 1 de dezembro de 1938) é um escritor, ilustrador e capista brasileiro.

## Biografia
Izomar graduou-se como professor de Ensino Fundamental básico na cidade de Assis - SP - profissão, esta, a qual, nunca exerceu. Suas primeiras experiências na arte de escrever se deram ainda na infância, influenciado por Monteiro Lobato e revistas em quadrinhos. Começou a exercitar-se na escrita elaborando roteiros de histórias de humor – tema constante de sua obra. As histórias em quadrinhos o impulsionaram a escrever seu primeiro livro, A lagartixa que virou jacaré. Mudou-se para São Paulo em 1968 e foi um dos fundadores da Revista Recreio, em 1969, da Editora Abril - escrevendo e ilustrando uma série de histórias infantis - e ilustrador de quadrinhos Disney como os de Zé Carioca e Pato Donald 
. Também foi o autor de ilustrações de capas da obra de Monteiro Lobato para as publicações do Círculo do Livro. Adora viajar, gosta muito de futebol e cinema, mas sua paixão é mesmo escrever e desenhar, principalmente para crianças. Sua obra mais complexa é O fogo dos deuses, na qual Izomar trabalhou durante doze anos na preparação, apoiado em extensa bibliografia de quase 400 títulos, percorrendo um intervalo histórico de 2600 anos, cobrindo tanto os usos pacíficos quanto os militares da energia nuclear.

## Principais Obras
- Geloso, o gelinho

- A lagartixa que virou jacaré

- Um peixinho do outro mundo

- Girassol

- Briga de uma nota só

- O fogo dos deuses